# Liste der Baudenkmale in Neustadt am Rübenberge (Ortsteile links der Leine)
Die Liste der Baudenkmale in Neustadt am Rübenberge (Ortsteile links der Leine) enthält alle Baudenkmale der links (westlich) der Leine gelegenen Ortsteile der niedersächsischen Stadt Neustadt am Rübenberge, dies sind Amedorf, Bevensen, Borstel, Brase, Büren, Dudensen, Eilvese, Empede, Evensen, Hagen, Laderholz, Lutter, Mandelsloh, Mardorf, Mariensee, Niedernstöcken, Nöpke, Poggenhagen, Schneeren, Stöckendrebber, Welze und Wulfelade. In der Liste der Baudenkmale in Neustadt am Rübenberge (Ortsteile rechts der Leine) befinden sich die Baudenkmale der Ortsteile rechts (östlich) der Leine und in der Liste der Baudenkmale in Neustadt am Rübenberge befinden sich die Baudenkmale des Ortsteils Neustadt am Rübenberge. Die Quelle der Baudenkmale ist der Denkmalatlas Niedersachsen. Der Stand der Liste ist der 29. November 2021.

## Amedorf

### Gruppe: Hofanlage Amedorfer Straße 2
Die Gruppe „Hofanlage Amedorfer Straße 2“ hat die ID 30973854.

| Lage                                           | Bezeichnung              | Beschreibung | ID       | Bild |
| ---------------------------------------------- | ------------------------ | --- | -------- | ---- |
| Amedorfer Straße 2 52° 35′ 33″ N, 9° 33′ 16″ O | Wohn-/Wirtschaftsgebäude | Das Haupthaus des Hofes ist im 1853 datiert, die Pforte mit dem Jahr 1856. Die Scheune wurde aus Ziegel im Jahre 1866 erbaut. | 30974615 | BW   |
| Amedorfer Straße 2 52° 35′ 32″ N, 9° 33′ 15″ O | Nebengebäude             | | 30974635 | BW   |
| Amedorfer Straße 2 52° 35′ 32″ N, 9° 33′ 14″ O | Backhaus                 | | 30974577 | BW   |
| Amedorfer Straße 2 52° 35′ 33″ N, 9° 33′ 14″ O | Scheune                  | | 30974597 | BW   |
| Amedorfer Straße 2 52° 35′ 34″ N, 9° 33′ 15″ O | Scheune                  | | 30974557 | BW   |

### Einzelbaudenkmale
| Lage                                   | Bezeichnung              | Beschreibung                         | ID       | Bild |
| -------------------------------------- | ------------------------ | ------------------------------------ | -------- | ---- |
| Im Dorfe 4 52° 35′ 41″ N, 9° 33′ 42″ O | Wohn-/Wirtschaftsgebäude | Das Haus wurde im Jahre 1718 erbaut. | 30974653 | BW   |

## Bevensen

### Einzelbaudenkmale
| Lage                                         | Bezeichnung              | Beschreibung | ID       | Bild |
| -------------------------------------------- | ------------------------ | ------------ | -------- | ---- |
| Alpestraße 8 52° 36′ 40″ N, 9° 28′ 46″ O     | Wohn-/Wirtschaftsgebäude |              | 30975613 |      |
| Querfeldstraße 9 52° 36′ 34″ N, 9° 28′ 49″ O | Wohnhaus                 |              | 30975666 |      |

## Borstel

### Gruppe: Borsteler Straße 14
Baudenkmal (Gruppe):

| Lage                                            | Bezeichnung         | Beschreibung | ID       | Bild |
| ----------------------------------------------- | ------------------- | ------------ | -------- | ---- |
| Borsteler Straße 14 52° 35′ 14″ N, 9° 23′ 15″ O | Borsteler Straße 14 |              | 30974462 | BW   |

Baudenkmale (Einzeln):

| Lage                                            | Bezeichnung              | Beschreibung | ID       | Bild |
| ----------------------------------------------- | ------------------------ | ------------ | -------- | ---- |
| Borsteler Straße 14 52° 35′ 14″ N, 9° 23′ 14″ O | Wohn-/Wirtschaftsgebäude |              | 30975812 | BW   |
| Borsteler Straße 14 52° 35′ 14″ N, 9° 23′ 15″ O | Scheune                  |              | 30987279 | BW   |

### Gruppe: Im Mühlenfeld 1, 2
Baudenkmal (Gruppe):

| Lage                                          | Bezeichnung        | Beschreibung | ID       | Bild |
| --------------------------------------------- | ------------------ | ------------ | -------- | ---- |
| Im Mühlenfeld 1, 2 52° 35′ 1″ N, 9° 24′ 13″ O | Im Mühlenfeld 1, 2 |              | 38539448 | BW   |

Baudenkmale (Einzeln):

| Lage                                       | Bezeichnung              | Beschreibung                                  | ID       | Bild           |
| ------------------------------------------ | ------------------------ | --------------------------------------------- | -------- | -------------- |
| Im Mühlenfeld 1 52° 35′ 2″ N, 9° 24′ 16″ O | Wohn-/Wirtschaftsgebäude | Haupthaus des ehem. Mühlenhofes               | 30975919 | BW             |
| Im Mühlenfeld 2 52° 35′ 0″ N, 9° 24′ 12″ O | Mühle                    | Die Bockwindmühle wurde im Jahre 1777 erbaut. | 30975936 | Weitere Bilder |

### Einzelbaudenkmale
| Lage                                           | Bezeichnung              | Beschreibung | ID       | Bild           |
| ---------------------------------------------- | ------------------------ | --- | -------- | -------------- |
| An der Schule 2 52° 35′ 13″ N, 9° 23′ 18″ O    | Schule                   | | 30987091 | BW             |
| Borsteler Straße 17 52° 35′ 9″ N, 9° 23′ 21″ O | Wohn-/Wirtschaftsgebäude | Das Gebäude wurde im Jahre 1776 erbaut. In den Jahren 1987/1988 wurde das Gebäude saniert, dabei wurde der Fachwerkbau mit Reet gedeckt. | 30975833 | BW             |
| Bruchlandweg 1 52° 35′ 16″ N, 9° 23′ 22″ O     | Wohn-/Wirtschaftsgebäude | | 30975867 | BW             |
| Im Dammorte 1 52° 35′ 10″ N, 9° 23′ 35″ O      | Wohn-/Wirtschaftsgebäude | | 30975902 | BW             |
| Im Or 1 52° 35′ 9″ N, 9° 23′ 31″ O             | Wohn-/Wirtschaftsgebäude | | 33778194 | BW             |
| Kleieweg 1 52° 35′ 26″ N, 9° 23′ 55″ O         | Mühle                    | Die Galerieholländermühle wurde 1873 erbaut. Heute wird die Mühle als Wohnraum genutzt.                                                  | 30975970 | Weitere Bilder |

## Brase

### Gruppe: Hofanlage Braser Straße 6
Die Gruppe „Hofanlage Braser Straße 6“ hat die ID 30973897.

| Lage                                        | Bezeichnung  | Beschreibung | ID       | Bild |
| ------------------------------------------- | ------------ | ------------ | -------- | ---- |
| Braser Straße 6 52° 37′ 24″ N, 9° 34′ 57″ O | Wohnhaus     |              | 30975987 | BW   |
| Braser Straße 6 52° 37′ 24″ N, 9° 34′ 59″ O | Stall        |              | 30976005 | BW   |
| Braser Straße 6 52° 37′ 25″ N, 9° 35′ 1″ O  | Wagenschauer |              | 30976023 | BW   |

### Einzelbaudenkmale
| Lage                                            | Bezeichnung              | Beschreibung | ID       | Bild |
| ----------------------------------------------- | ------------------------ | ------------ | -------- | ---- |
| Braser Straße 14 52° 37′ 31″ N, 9° 35′ 6″ O     | Speicher                 |              | 30976042 | BW   |
| Dinstorfer Straße 1 52° 38′ 0″ N, 9° 34′ 25″ O  | Wohn-/Wirtschaftsgebäude |              | 30976459 | BW   |
| Dinstorfer Straße 6 52° 37′ 59″ N, 9° 34′ 29″ O | Wohnhaus                 |              | 30976476 | BW   |

## Büren

### Gruppe: Hof- und Kirchenanlage Am Kirchplatz
Baudenkmal (Gruppe):

| Lage                        | Bezeichnung                          | Beschreibung | ID       | Bild |
| --------------------------- | ------------------------------------ | ------------ | -------- | ---- |
| 52° 35′ 27″ N, 9° 29′ 59″ O | Hof- und Kirchenanlage Am Kirchplatz |              | 30973907 | BW   |

Baudenkmale (Einzeln):

| Lage                                        | Bezeichnung              | Beschreibung                                                                                      | ID       | Bild           |
| ------------------------------------------- | ------------------------ | ------------------------------------------------------------------------------------------------- | -------- | -------------- |
| Am Kirchplatz 1 52° 35′ 27″ N, 9° 30′ 1″ O  | Wohn-/Wirtschaftsgebäude |                                                                                                   | 30976099 | BW             |
| Am Kirchplatz 1 52° 35′ 27″ N, 9° 30′ 3″ O  | Nebengebäude             |                                                                                                   | 30976117 | BW             |
| Am Kirchplatz 3 52° 35′ 27″ N, 9° 30′ 0″ O  | Wohn-/Wirtschaftsgebäude |                                                                                                   | 30976135 | BW             |
| Am Kirchplatz 5 52° 35′ 27″ N, 9° 29′ 59″ O | Kapelle                  | Das mögliche Baujahr ist das Jahr 1769. Neben der Kirche befindet sich ein hölzerner Glockenturm. | 30976155 | Weitere Bilder |
| Am Kirchplatz 5 52° 35′ 27″ N, 9° 29′ 59″ O | Kirchhof                 |                                                                                                   | 30976195 | BW             |
| Am Kirchplatz 7 52° 35′ 25″ N, 9° 29′ 59″ O | Wohn-/Wirtschaftsgebäude |                                                                                                   | 30976252 | BW             |
| Am Kirchplatz 7 52° 35′ 26″ N, 9° 30′ 1″ O  | Teich                    |                                                                                                   | 30976288 | BW             |
| Am Kirchplatz 7 52° 35′ 25″ N, 9° 30′ 0″ O  | Nebengebäude             |                                                                                                   | 30976270 | BW             |
| Am Seuterborn 7 52° 35′ 24″ N, 9° 29′ 56″ O | Scheune                  |                                                                                                   | 30976232 | BW             |
| Am Kirchplatz 8 52° 35′ 26″ N, 9° 29′ 58″ O | Altenteil                |                                                                                                   | 30976213 | BW             |
| Am Kirchplatz 52° 35′ 27″ N, 9° 29′ 58″ O   | Straße                   |                                                                                                   | 30976059 | BW             |

### Einzelbaudenkmale
| Lage                                          | Bezeichnung         | Beschreibung | ID       | Bild |
| --------------------------------------------- | ------------------- | ------------ | -------- | ---- |
| Brunnenstraße 3 52° 35′ 28″ N, 9° 29′ 56″ O   | Wohnhaus            |              | 30976306 | BW   |
| Brunnenstraße 3 52° 35′ 29″ N, 9° 29′ 55″ O   | Scheune             |              | 30976323 | BW   |
| Bürener Straße 52° 35′ 32″ N, 9° 29′ 55″ O    | Dorfteich           |              | 30976374 | BW   |
| Bürener Straße 52° 35′ 28″ N, 9° 30′ 5″ O     | Dorfteich           |              | 30976391 | BW   |
| Bürener Straße 4 52° 35′ 24″ N, 9° 30′ 7″ O   | Wohnhaus            |              | 30976340 | BW   |
| Bürener Straße 10 52° 35′ 32″ N, 9° 29′ 58″ O | Scheune             |              | 30976357 | BW   |
| Lehmkuhle 2 52° 35′ 31″ N, 9° 30′ 3″ O        | Feuerwehrgerätehaus |              | 30976425 | BW   |
| Lehmkuhle 4 52° 35′ 32″ N, 9° 30′ 6″ O        | Altenteil           |              | 30976442 | BW   |

## Dudensen

### Gruppe: Hofanlage Kuhlackerweg 5
Baudenkmal (Gruppe):

| Lage                                       | Bezeichnung              | Beschreibung | ID       | Bild |
| ------------------------------------------ | ------------------------ | ------------ | -------- | ---- |
| Kuhlackerweg 5 52° 35′ 46″ N, 9° 26′ 56″ O | Hofanlage Kuhlackerweg 5 |              | 30974414 | BW   |

Baudenkmale (Einzeln):

| Lage                                        | Bezeichnung              | Beschreibung | ID       | Bild |
| ------------------------------------------- | ------------------------ | ------------ | -------- | ---- |
| Kuhlacker Weg 5 52° 35′ 46″ N, 9° 26′ 55″ O | Wohn-/Wirtschaftsgebäude | Haupthaus    | 30976673 |      |
| Kuhlackerweg 5 52° 35′ 46″ N, 9° 26′ 55″ O  | Stall                    |              | 30976727 | BW   |
| Kuhlackerweg 5 52° 35′ 47″ N, 9° 26′ 57″ O  | Scheune                  |              | 30976709 | BW   |
| Kuhlackerweg 5 52° 35′ 46″ N, 9° 26′ 56″ O  | Schule                   |              | 30976691 | BW   |

### Gruppe: Kirchenanlage Kreuzstraße
Baudenkmal (Gruppe):

| Lage                        | Bezeichnung               | Beschreibung | ID       | Bild |
| --------------------------- | ------------------------- | ------------ | -------- | ---- |
| 52° 35′ 59″ N, 9° 26′ 33″ O | Kirchenanlage Kreuzstraße |              | 30973917 | BW   |

Baudenkmale (Einzeln):

| Lage                                      | Bezeichnung | Beschreibung | ID       | Bild |
| ----------------------------------------- | ----------- | --- | -------- | ---- |
| Kreuzstraße 8 52° 35′ 59″ N, 9° 26′ 33″ O | Kapelle     | Die St.-Ursula-Kirche wurde wohl im Spätmittelalter errichtet. Das heutige Aussehen erhielt die Kapelle im 18. und 19. Jahrhundert. Der Kanzelaltar stammt aus dem 17. Jahrhundert, allerdings stammt der Kanzelkorb wahrscheinlich aus dem Jahr 1821. | 30976598 |      |
| Kreuzstraße 8 52° 35′ 59″ N, 9° 26′ 32″ O | Kirchhof    | | 30976618 | BW   |

### Gruppe: Speckenwiesen 9
Baudenkmal (Gruppe):

| Lage                                        | Bezeichnung     | Beschreibung | ID       | Bild |
| ------------------------------------------- | --------------- | ------------ | -------- | ---- |
| Speckenwiesen 9 52° 36′ 16″ N, 9° 27′ 19″ O | Speckenwiesen 9 |              | 30974515 | BW   |

Baudenkmale (Einzeln):

| Lage                                        | Bezeichnung              | Beschreibung | ID       | Bild           |
| ------------------------------------------- | ------------------------ | --- | -------- | -------------- |
| Speckenwiesen 9 52° 36′ 16″ N, 9° 27′ 16″ O | Wohn-/Wirtschaftsgebäude | | 30987554 | BW             |
| Speckenwiesen 9 52° 36′ 16″ N, 9° 27′ 23″ O | Mühle                    | Die Mühle soll 1690 in Diepholz erbaut worden sein. Im Jahre 1827 wurde sie nach Dudensen geschafft und war bis 1943 im Betrieb. 1986 wurde die Mühle saniert. Seit 1990 ist die Mühle im Schaubetrieb. | 30976745 | Weitere Bilder |

### Einzelbaudenkmale
| Lage                                            | Bezeichnung              | Beschreibung           | ID       | Bild |
| ----------------------------------------------- | ------------------------ | ---------------------- | -------- | ---- |
| Dudenser Straße 52° 35′ 57″ N, 9° 26′ 36″ O     | Gedenkstätte             | Kriegerdenkmal 1914/18 | 30976493 | BW   |
| Dudenser Straße 9 52° 35′ 46″ N, 9° 26′ 49″ O   | Speicher                 |                        | 30976510 | BW   |
| Dudenser Straße 17 52° 35′ 51″ N, 9° 26′ 51″ O  | Wohn-/Wirtschaftsgebäude |                        | 30976527 |      |
| Dudenser Straße 20 52° 35′ 57″ N, 9° 26′ 53″ O  | Wohn-/Wirtschaftsgebäude |                        | 30976545 |      |
| Dudenser Straße 20A 52° 35′ 57″ N, 9° 26′ 52″ O | Wohn-/Wirtschaftsgebäude |                        | 30976562 | BW   |
| Dudenser Straße 45 52° 35′ 55″ N, 9° 26′ 36″ O  | Gemeindehaus             |                        | 30976581 | BW   |
| Streitfeldstraße 5 52° 35′ 48″ N, 9° 26′ 23″ O  | Wohn-/Wirtschaftsgebäude |                        | 30976766 | BW   |
| Wehmeweg 2 52° 35′ 53″ N, 9° 26′ 50″ O          | Wohn-/Wirtschaftsgebäude |                        | 30976783 | BW   |
| Wehmeweg 2 52° 35′ 53″ N, 9° 26′ 51″ O          | Stallanbau               |                        | 30988289 | BW   |

## Eilvese

### Gruppe: Hofanlage Eilveser Hauptstraße  63
Baudenkmal (Gruppe):

| Lage                                                | Bezeichnung                       | Beschreibung | ID       | Bild |
| --------------------------------------------------- | --------------------------------- | ------------ | -------- | ---- |
| Eilveser Hauptstraße 63 52° 32′ 40″ N, 9° 24′ 17″ O | Hofanlage Eilveser Hauptstraße 63 |              | 30973938 | BW   |

Baudenkmale (Einzeln):

| Lage                                                | Bezeichnung              | Beschreibung | ID       | Bild |
| --------------------------------------------------- | ------------------------ | ------------ | -------- | ---- |
| Eilveser Hauptstraße 63 52° 32′ 39″ N, 9° 24′ 17″ O | Wohn-/Wirtschaftsgebäude |              | 30976986 | BW   |
| Eilveser Hauptstraße 63 52° 32′ 40″ N, 9° 24′ 17″ O | Wirtschaftsgebäude       |              | 30977006 | BW   |

### Einzelbaudenkmale
| Lage                                                | Bezeichnung              | Beschreibung | ID       | Bild |
| --------------------------------------------------- | ------------------------ | ------------ | -------- | ---- |
| Eilveser Hauptstraße 17 52° 32′ 45″ N, 9° 25′ 1″ O  | Wohn-/Wirtschaftsgebäude |              | 30976859 | BW   |
| Eilveser Hauptstraße 25 52° 32′ 46″ N, 9° 24′ 49″ O | Altenteil                |              | 30976894 | BW   |
| Eilveser Hauptstraße 43 52° 32′ 46″ N, 9° 24′ 35″ O | Altenteil                |              | 30976948 | BW   |
| Zum Eisenberg 2 52° 32′ 48″ N, 9° 24′ 50″ O         | Schule                   |              | 30977058 | BW   |
| Eilveser Hauptstraße 52° 32′ 47″ N, 9° 24′ 54″ O    | Kriegerdenkmal 1914/18   |              | 30977024 | BW   |

## Empede

### Gruppe: Hofanlage Empeder Straße 9
Baudenkmal (Gruppe):

| Lage                       | Bezeichnung                | Beschreibung | ID       | Bild |
| -------------------------- | -------------------------- | ------------ | -------- | ---- |
| 52° 32′ 8″ N, 9° 27′ 53″ O | Hofanlage Empeder Straße 9 |              | 30973948 | BW   |

Baudenkmale (Einzeln):

| Lage                                        | Bezeichnung              | Beschreibung | ID       | Bild |
| ------------------------------------------- | ------------------------ | ------------ | -------- | ---- |
| Empeder Straße 9 52° 32′ 9″ N, 9° 27′ 53″ O | Wohn-/Wirtschaftsgebäude | Haupthaus    | 30977161 | BW   |
| Empeder Straße 9 52° 32′ 8″ N, 9° 27′ 52″ O | Stallanbau               |              | 30977197 | BW   |
| Empeder Straße 9 52° 32′ 8″ N, 9° 27′ 52″ O | Scheune                  |              | 30977179 | BW   |

### Einzelbaudenkmale
| Lage                                         | Bezeichnung              | Beschreibung | ID       | Bild |
| -------------------------------------------- | ------------------------ | ------------ | -------- | ---- |
| Brakenweg 7 52° 32′ 9″ N, 9° 28′ 3″ O        | Wohn-/Wirtschaftsgebäude |              | 30977075 | BW   |
| Empeder Straße 3 52° 32′ 8″ N, 9° 27′ 43″ O  | Wohn-/Wirtschaftsgebäude |              | 30977109 | BW   |
| Empeder Straße 6 52° 32′ 7″ N, 9° 27′ 54″ O  | Schule                   |              | 30977144 | BW   |
| Empeder Straße 28 52° 32′ 12″ N, 9° 28′ 2″ O | Altenteil                |              | 30977232 | BW   |
| Zum Bodenkamp 12 52° 32′ 12″ N, 9° 27′ 54″ O | Wohn-/Wirtschaftsgebäude | Haupthaus    | 30977215 | BW   |
| Empeder Straße 52° 32′ 7″ N, 9° 27′ 44″ O    | Gedenkstätte             |              | 30977092 | BW   |

## Evensen

### Gruppe: Hofanlage Am Karpfenteich 10
Baudenkmal (Gruppe):

| Lage                                           | Bezeichnung                  | Beschreibung | ID       | Bild |
| ---------------------------------------------- | ---------------------------- | ------------ | -------- | ---- |
| Am Karpfenteich 10 52° 34′ 35″ N, 9° 31′ 29″ O | Hofanlage Am Karpfenteich 10 |              | 30974483 | BW   |

Baudenkmale (Einzeln):

| Lage                                           | Bezeichnung              | Beschreibung                                                               | ID       | Bild |
| ---------------------------------------------- | ------------------------ | -------------------------------------------------------------------------- | -------- | ---- |
| Am Karpfenteich 10 52° 34′ 35″ N, 9° 31′ 29″ O | Wohn-/Wirtschaftsgebäude | Das Haus des Hofes wurde in der ersten Hälfte des 19. Jahrhunderts erbaut. | 30977719 | BW   |
| Am Karpfenteich 10 52° 34′ 35″ N, 9° 31′ 28″ O | Queranbauten             |                                                                            | 30988364 | BW   |
| Am Karpfenteich 10 52° 34′ 36″ N, 9° 31′ 29″ O | Scheune                  |                                                                            | 30987492 | BW   |

### Gruppe: Gutsanlage Schelppwisch 1
Baudenkmal (Gruppe):

| Lage                                       | Bezeichnung                | Beschreibung | ID       | Bild |
| ------------------------------------------ | -------------------------- | --- | -------- | ---- |
| Schelppwisch 1 52° 34′ 40″ N, 9° 31′ 40″ O | Gutsanlage Schelppwische 1 | Das Rittergut Evensen geht auf ein Lehngut der Herren von Mandelsloh aus dem Jahr 1223 zurück. Im Jahre 1701 wurde das Gut neu gestaltet. | 30973980 | BW   |

Baudenkmale (Einzeln):

| Lage                                       | Bezeichnung | Beschreibung | ID       | Bild |
| ------------------------------------------ | ----------- | ------------ | -------- | ---- |
| Schelppwisch 1 52° 34′ 40″ N, 9° 31′ 40″ O | Herrenhaus  |              | 30986892 | BW   |
| Schelppwisch 1 52° 34′ 43″ N, 9° 31′ 41″ O | Garten      |              | 30977762 | BW   |
| Schelppwisch 1 52° 34′ 42″ N, 9° 31′ 44″ O | Sonnenuhr   |              | 30977780 | BW   |

### Einzelbaudenkmale
| Lage                                        | Bezeichnung              | Beschreibung | ID       | Bild |
| ------------------------------------------- | ------------------------ | --- | -------- | ---- |
| von-Denicke-Weg 52° 34′ 47″ N, 9° 31′ 37″ O | Denkmal                  | Der Scheibenkreuzstein soll an einen Streit zwischen Brüdern mit tödlichen Ausgang im 17. oder 18. Jahrhundert erinnern. | 30977799 |      |
| Zur Näsch 2 52° 34′ 36″ N, 9° 31′ 33″ O     | Wohn-/Wirtschaftsgebäude | Das Haus des Hofes wurde 1797 erbaut.                                                                                    | 30977816 | BW   |
| Zur Näsch 8 52° 34′ 34″ N, 9° 31′ 38″ O     | Wohn-/Wirtschaftsgebäude | | 30977833 | BW   |
| Zur Näsch 8 52° 34′ 32″ N, 9° 31′ 39″ O     | Speicher                 | | 30977850 | BW   |

## Hagen

### Gruppe: Kirchenanlage Zur Kirche 6
Baudenkmal (Gruppe):

| Lage                                     | Bezeichnung                | Beschreibung | ID       | Bild |
| ---------------------------------------- | -------------------------- | ------------ | -------- | ---- |
| Zur Kirche 6 52° 34′ 36″ N, 9° 25′ 37″ O | Kirchenanlage Zur Kirche 6 |              | 30974021 | BW   |

Baudenkmale (Einzeln):

| Lage                                     | Bezeichnung | Beschreibung | ID       | Bild |
| ---------------------------------------- | ----------- | ------------ | -------- | ---- |
| Zur Kirche 6 52° 34′ 36″ N, 9° 25′ 38″ O | Kirche      |              | 30978170 |      |
| Zur Kirche 6 52° 34′ 35″ N, 9° 25′ 38″ O | Kirchhof    |              | 30978190 | BW   |

### Gruppe: Hofanlage Zur Kirche 12
Baudenkmal (Gruppe):

| Lage                                      | Bezeichnung             | Beschreibung | ID       | Bild |
| ----------------------------------------- | ----------------------- | ------------ | -------- | ---- |
| Zur Kirche 12 52° 34′ 34″ N, 9° 25′ 30″ O | Hofanlage Zur Kirche 12 |              | 30974032 | BW   |

Baudenkmale (Einzeln):

| Lage                                      | Bezeichnung              | Beschreibung | ID       | Bild |
| ----------------------------------------- | ------------------------ | ------------ | -------- | ---- |
| Zur Kirche 12 52° 34′ 35″ N, 9° 25′ 30″ O | Wohn-/Wirtschaftsgebäude |              | 30978244 | BW   |

### Gruppe: Hofanlage Hagener Straße 59
Baudenkmal (Gruppe):

| Lage                                          | Bezeichnung                 | Beschreibung | ID | Bild |
| --------------------------------------------- | --------------------------- | ------------ | -- | ---- |
| Hagener Straße 59 52° 34′ 30″ N, 9° 25′ 13″ O | Hofanlage Hagener Straße 59 |              |    | BW   |

Baudenkmale (Einzeln):

| Lage                                          | Bezeichnung              | Beschreibung | ID       | Bild |
| --------------------------------------------- | ------------------------ | ------------ | -------- | ---- |
| Hagener Straße 59 52° 34′ 30″ N, 9° 25′ 13″ O | Wohn-/Wirtschaftsgebäude | Haupthaus    | 30978005 | BW   |
| Hagener Straße 59 52° 34′ 30″ N, 9° 25′ 13″ O | Backhaus                 |              | 30978025 | BW   |

### Einzelbaudenkmale
| Lage                                          | Bezeichnung              | Beschreibung | ID       | Bild |
| --------------------------------------------- | ------------------------ | --- | -------- | ---- |
| Am Gänseberg 11 52° 34′ 45″ N, 9° 25′ 58″ O   | Wohn-/Wirtschaftsgebäude | | 30977867 | BW   |
| Hagener Straße 27 52° 34′ 32″ N, 9° 25′ 55″ O | Wohnwirtschaftsgebäude   | | 30977884 | BW   |
| Hagener Straße 34 52° 34′ 33″ N, 9° 25′ 40″ O | Pfarrscheune             | | 30977918 | BW   |
| Hagener Straße 39 52° 34′ 31″ N, 9° 25′ 36″ O | Scheune                  | | 30977954 | BW   |
| Hagener Straße 43 52° 34′ 32″ N, 9° 25′ 32″ O | Scheune                  | | 30977971 | BW   |
| Hagener Straße 48 52° 34′ 31″ N, 9° 25′ 18″ O | Wohn-/Wirtschaftsgebäude | | 30977988 | BW   |
| Isenbargsweg 52° 34′ 35″ N, 9° 25′ 36″ O      | Kriegerdenkmal (1914/18) | Das Denkmal wurde im Jahr 2015 im Rahmen der Dorferneuerung vom Waldfriedhof am Isenbargsweg an den Platz vor der Kirche versetzt. | 30978082 | BW   |
| Hornfeld 52° 34′ 13″ N, 9° 27′ 2″ O           | Schafstall               | Schafstall im Birkhorn | 30978064 | BW   |
| Zur Kirche 4 52° 34′ 35″ N, 9° 25′ 42″ O      | Wohn-/Wirtschaftsgebäude | | 30978153 | BW   |
| Zur Kirche 7 52° 34′ 34″ N, 9° 25′ 32″ O      | Wohn-/Wirtschaftsgebäude | | 30978227 | BW   |

## Laderholz

### Einzelbaudenkmale
| Lage                                            | Bezeichnung              | Beschreibung | ID       | Bild           |
| ----------------------------------------------- | ------------------------ | --- | -------- | -------------- |
| An der Alpe 2 52° 37′ 35″ N, 9° 29′ 17″ O       | Mühle                    | Wassermühle | 30986912 | Weitere Bilder |
| Brunnenborstel 2 52° 37′ 54″ N, 9° 28′ 36″ O    | Wohn-/Wirtschaftsgebäude | Haupthaus | 30978819 | BW             |
| Graue Winkel 1 52° 37′ 30″ N, 9° 28′ 38″ O      | Kirche                   | Die Kapelle ist ein einschiffiger Backsteinbau aus dem Jahr 1885. Der Bau ist im frühgotischen Stil gehalten, hat jedoch eine flache Holzdecke. Der Turm hat eine Höhe von 16,4 m und ist mit Schiefer gedeckt. | 30978913 |                |
| Graue Winkel 3 52° 37′ 29″ N, 9° 28′ 39″ O      | Wohn-/Wirtschaftsgebäude | | 30978930 | BW             |
| Zur alten Schule 9 52° 37′ 31″ N, 9° 28′ 42″ O  | Scheune                  | Querdurchfahrtscheune | 30978947 | BW             |
| Zur alten Schule 14 52° 37′ 31″ N, 9° 28′ 38″ O | Gedenkstätte             | Pfeilerdenkmal, Kriegerdenkmal 1914/18 | 30978964 | BW             |

## Lutter

### Gruppe: Hofanlage Lutter Straße 37
Baudenkmal (Gruppe):

| Lage                                         | Bezeichnung                | Beschreibung | ID       | Bild |
| -------------------------------------------- | -------------------------- | ------------ | -------- | ---- |
| Lutter Straße 37 52° 36′ 53″ N, 9° 30′ 34″ O | Hofanlage Lutter Straße 37 |              | 30974107 | BW   |

Baudenkmale (Einzeln):

| Lage                                         | Bezeichnung              | Beschreibung | ID       | Bild |
| -------------------------------------------- | ------------------------ | ------------ | -------- | ---- |
| Lutter Straße 37 52° 36′ 54″ N, 9° 30′ 33″ O | Wohn-/Wirtschaftsgebäude |              | 30979285 | BW   |
| Lutter Straße 37 52° 36′ 53″ N, 9° 30′ 35″ O | Scheune                  |              | 30979305 | BW   |

### Gruppe: Hofanlagen Lutter Straße 20, 22
Baudenkmal (Gruppe):

| Lage                                             | Bezeichnung                     | Beschreibung | ID       | Bild |
| ------------------------------------------------ | ------------------------------- | ------------ | -------- | ---- |
| Lutter Straße 20, 22 52° 36′ 51″ N, 9° 30′ 39″ O | Hofanlagen Lutter Straße 20, 22 |              | 30974096 | BW   |

Baudenkmale (Einzeln):

| Lage                                         | Bezeichnung              | Beschreibung | ID       | Bild |
| -------------------------------------------- | ------------------------ | ------------ | -------- | ---- |
| Lutter Straße 20 52° 36′ 50″ N, 9° 30′ 37″ O | Wirtschaftsgebäude       |              | 30979108 | BW   |
| Lutter Straße 20 52° 36′ 52″ N, 9° 30′ 38″ O | Wohn-/Wirtschaftsgebäude |              | 30979050 | BW   |
| Lutter Straße 20 52° 36′ 50″ N, 9° 30′ 40″ O | Backhaus                 |              | 30979070 | BW   |
| Lutter Straße 20 52° 36′ 51″ N, 9° 30′ 37″ O | Scheune                  |              | 30979090 | BW   |
| Lutter Straße 22 52° 36′ 50″ N, 9° 30′ 38″ O | Wohn-/Wirtschaftsgebäude |              | 30979161 | BW   |
| Lutter Straße 22 52° 36′ 52″ N, 9° 30′ 36″ O | Scheune                  |              | 30979181 | BW   |

### Einzelbaudenkmal
| Lage                                            | Bezeichnung | Beschreibung | ID       | Bild |
| ----------------------------------------------- | ----------- | --- | -------- | ---- |
| Am Bäckerweg 1 52° 36′ 43″ N, 9° 30′ 44″ O      | Schafstall  | | 30978981 | BW   |
| Lutter Straße 21 52° 36′ 46″ N, 9° 30′ 36″ O    | Schule      | Dorfschule | 30979126 | BW   |
| Lutter Straße 23 52° 36′ 47″ N, 9° 30′ 34″ O    | Backhaus    | | 30979199 | BW   |
| Lutter Straße 25 52° 36′ 47″ N, 9° 30′ 35″ O    | Kapelle     | Die Kapelle wurde 1748 errichtet. Im Jahre 1874 erhielt die Kapelle eine massive Westwand und statt des Walmdaches ein Satteldach. | 30979216 |      |
| Lutter Straße 31 52° 36′ 50″ N, 9° 30′ 35″ O    | Scheune     | | 30979233 | BW   |
| Lutter Straße 33 52° 36′ 51″ N, 9° 30′ 34″ O    | Backhaus    | | 30979250 | BW   |
| Vorm Schulzenkamp 4 52° 36′ 51″ N, 9° 30′ 32″ O | Backhaus    | | 30979361 | BW   |
| Zum tiefen Wege 1 52° 36′ 42″ N, 9° 30′ 36″ O   | Speicher    | | 30979378 | BW   |

## Mandelsloh

### Gruppe: Kirche St. Osdag
Baudenkmal (Gruppe):

| Lage                        | Bezeichnung      | Beschreibung | ID       | Bild |
| --------------------------- | ---------------- | ------------ | -------- | ---- |
| 52° 35′ 59″ N, 9° 34′ 19″ O | Kirche St. Osdag |              | 30974139 | BW   |

Baudenkmale (Einzeln):

| Lage                                            | Bezeichnung              | Beschreibung   | ID       | Bild           |
| ----------------------------------------------- | ------------------------ | -------------- | -------- | -------------- |
| St.-Osdag-Straße 19 52° 35′ 59″ N, 9° 34′ 15″ O | Wohn-/Wirtschaftsgebäude |                | 30979641 |                |
| St.-Osdag-Straße 21 52° 35′ 59″ N, 9° 34′ 17″ O | Kirche                   |                | 30986929 | Weitere Bilder |
| St.-Osdag-Straße 21 52° 35′ 59″ N, 9° 34′ 16″ O | Kirchhof                 |                | 30979695 | BW             |
| St.-Osdag-Straße 21 52° 35′ 58″ N, 9° 34′ 18″ O | Gedenkstätte             |                | 30979677 | BW             |
| St.-Osdag-Straße 25 52° 36′ 0″ N, 9° 34′ 18″ O  | Schule                   | Gemeindeschule | 30979713 | BW             |

### Gruppe: Friedhof Mandelsloher Straße
Baudenkmal (Gruppe):

| Lage                                           | Bezeichnung                  | Beschreibung | ID       | Bild |
| ---------------------------------------------- | ---------------------------- | ------------ | -------- | ---- |
| Mandelsloher Straße 52° 36′ 2″ N, 9° 33′ 49″ O | Friedhof Mandelsloher Straße |              | 30974128 | BW   |

Baudenkmale (Einzeln):

| Lage                                           | Bezeichnung | Beschreibung | ID       | Bild |
| ---------------------------------------------- | ----------- | ------------ | -------- | ---- |
| Mandelsloher Straße 52° 36′ 1″ N, 9° 33′ 55″ O | Kapelle     |              | 30979586 |      |
| Mandelsloher Straße 52° 36′ 3″ N, 9° 33′ 45″ O | Friedhof    |              | 30979606 | BW   |

### Einzelbaudenkmale
| Lage                                              | Bezeichnung              | Beschreibung | ID       | Bild |
| ------------------------------------------------- | ------------------------ | --- | -------- | ---- |
| Ackerstraße 2 52° 36′ 16″ N, 9° 34′ 19″ O         | Speicher                 | | 30979463 | BW   |
| Auf den Breiten 25 52° 35′ 58″ N, 9° 33′ 58″ O    | Pfarrhaus                | Pfarrwitwenhaus | 30979480 | BW   |
| Auf den Breiten 30 52° 35′ 58″ N, 9° 34′ 0″ O     | Scheune                  | Längsdurchfahrtscheune | 30979497 | BW   |
| In der Wiek 20 52° 35′ 58″ N, 9° 34′ 5″ O         | Wohn-/Wirtschaftsgebäude | | 30979549 | BW   |
| Kreisstraße K 306 52° 36′ 30″ N, 9° 32′ 12″ O     | Friedhof                 | Der Jüdische Friedhof ist rechteckig und von Bäumen umgeben. Er befindet sich 47 Schritt nordwestlich der Straße zwischen Mandelsloh und Lutter. Zwischen 1825 und 1831 angelegt, wurde er 1940 zerstört. Eine nach 1945 angelegte sandsteinerne Zuwegung erinnert an die historische Bedeutung des Platzes. | 30979566 | BW   |
| Mandelsloher Straße 37 52° 36′ 17″ N, 9° 34′ 6″ O | Wohnhaus                 | ehem. Arzthaus/Apotheke | 30985971 | BW   |
| St.-Osdag-Straße 9 52° 35′ 58″ N, 9° 34′ 12″ O    | Wohnhaus                 | | 30979624 |      |
| St.-Osdag-Straße 27 52° 36′ 0″ N, 9° 34′ 13″ O    | Pfarrhaus                | Ehemalige Töchterschule | 30979752 |      |
| Überm See 8 52° 36′ 18″ N, 9° 34′ 16″ O           | Wohn-/Wirtschaftsgebäude | | 30979786 | BW   |
| Überm See 36 52° 36′ 16″ N, 9° 34′ 42″ O          | Schafstall               | | 30984742 | BW   |

## Mardorf

### Gruppe: Bereich um den ehemaligen Brink
Baudenkmal (Gruppe):

| Lage                        | Bezeichnung                     | Beschreibung | ID       | Bild |
| --------------------------- | ------------------------------- | ------------ | -------- | ---- |
| 52° 29′ 22″ N, 9° 17′ 19″ O | Bereich um den ehemaligen Brink |              | 30974150 | BW   |

Baudenkmale (Einzeln):

| Lage                                           | Bezeichnung | Beschreibung | ID       | Bild |
| ---------------------------------------------- | ----------- | --- | -------- | ---- |
| Mardorfer Straße 4 52° 29′ 21″ N, 9° 17′ 18″ O | Schule      | Die Neue Schule (Nr. 97) wurde 1906 nach Plänen von Ernst Messwarb erbaut. Seit 1983 befindet sich hier das Dorfgemeinschaftshaus. | 30980276 |      |
| Mardorfer Straße 8 52° 29′ 21″ N, 9° 17′ 21″ O | Schule      | Nr. 50, Alte Schule mit östlichem ältesten Teil von 1850, seit 2003 Restaurant                                                     | 30980316 |      |
| Kleiner Brink 2 52° 29′ 23″ N, 9° 17′ 16″ O    | Scheune     | Auf der Hofstelle Nr. 19 befindet sich die Querdurchfahrtscheune aus dem 17. Jahrhundert.                                          | 30979820 |      |
| Mardorfer Straße 1 52° 29′ 22″ N, 9° 17′ 16″ O | Scheune     | (Hofstelle Nr. 14) Querdurchfahrtscheune aus dem 18. Jahrhundert                                                                   | 30980256 |      |

### Einzelbaudenkmale
| Lage                                            | Bezeichnung              | Beschreibung | ID       | Bild |
| ----------------------------------------------- | ------------------------ | --- | -------- | ---- |
| Hinterm Dorf 52° 29′ 28″ N, 9° 17′ 30″ O        | Feuerwehrgerätehaus      | | 30980153 | BW   |
| Hinterm Dorf 52° 29′ 29″ N, 9° 17′ 27″ O        | Gedenkstätte             | Kriegerdenkmal 1914/18 | 30980170 | BW   |
| Hinterm Dorf 4 52° 29′ 27″ N, 9° 17′ 32″ O      | Wohn-/Wirtschaftsgebäude | Die Hofstelle Nr. 21 stammt aus dem Jahre 1888.                                                                                         | 30980222 |      |
| Hinterm Dorf 6 52° 29′ 27″ N, 9° 17′ 34″ O      | Scheune                  | Die Hofstelle Nr. 5 ist eine Scheune aus verschiedenen Zeiträumen, der älteste östliche Teil stammt aus der Mitte des 17. Jahrhunderts. | 30980239 |      |
| Mardorfer Straße 12 52° 29′ 21″ N, 9° 17′ 24″ O | Kapelle                  | (Nr. 51) Kapelle aus dem Jahre 1722 (innen modern restauriert)                                                                          | 30980357 |      |
| Mardorfer Straße 22 52° 29′ 22″ N, 9° 17′ 34″ O | Scheune                  | (Hofstelle Nr. 10) Scheune aus dem 18. Jahrhundert                                                                                      | 30980391 |      |
| Rehburger Straße 8 52° 29′ 19″ N, 9° 17′ 2″ O   | Wohn-/Wirtschaftsgebäude | (Hofstelle Nr. 98) Querdielenhaus aus dem Jahre 1908                                                                                    | 30980425 |      |

## Mariensee

### Gruppe: Hofanlage Allerbruchweg
Baudenkmal (Gruppe):

| Lage                                     | Bezeichnung             | Beschreibung | ID       | Bild |
| ---------------------------------------- | ----------------------- | ------------ | -------- | ---- |
| Höltystraße 18 52° 33′ 5″ N, 9° 29′ 2″ O | Hofanlage Allerbruchweg |              | 30974162 | BW   |

Baudenkmale (Einzeln):

| Lage                                     | Bezeichnung  | Beschreibung | ID       | Bild |
| ---------------------------------------- | ------------ | ------------ | -------- | ---- |
| Höltystraße 18 52° 33′ 9″ N, 9° 29′ 2″ O | Stallscheune |              | 30980459 | BW   |
| Höltystraße 18 52° 33′ 1″ N, 9° 29′ 1″ O | Stallscheune |              | 30980478 | BW   |

### Gruppe: Kloster Mariensee
Baudenkmal (Gruppe):

| Lage                       | Bezeichnung       | Beschreibung | ID       | Bild |
| -------------------------- | ----------------- | ------------ | -------- | ---- |
| 52° 33′ 31″ N, 9° 29′ 5″ O | Kloster Mariensee |              | 30974203 |      |

Baudenkmale (Einzeln):

| Lage                                         | Bezeichnung              | Beschreibung           | ID       | Bild |
| -------------------------------------------- | ------------------------ | ---------------------- | -------- | ---- |
| Höltystraße 1 52° 33′ 32″ N, 9° 29′ 13″ O    | Klosterkirche            |                        | 30987017 | BW   |
| Höltystraße 1 52° 33′ 31″ N, 9° 29′ 2″ O     | Garten                   |                        | 30980877 | BW   |
| Höltystraße 1 52° 33′ 30″ N, 9° 29′ 10″ O    | Klostergebäude           |                        | 30980837 | BW   |
| Höltystraße 1 52° 33′ 32″ N, 9° 29′ 12″ O    | Gedenkstätte             | Kriegerdenkmal 1914/18 | 30980896 | BW   |
| Höltystraße 1 52° 33′ 31″ N, 9° 29′ 8″ O     | Nebengebäude             |                        | 30980857 | BW   |
| Am Klosterbach 9 52° 33′ 34″ N, 9° 28′ 53″ O | Wohn-/Wirtschaftsgebäude |                        | 30980777 | BW   |
| Am Klosterbach 9 52° 33′ 34″ N, 9° 28′ 54″ O | Backhaus                 |                        | 30980797 | BW   |

### Gruppe: Friedhof, Zum Duvenwinkel
Baudenkmal (Gruppe):

| Lage                                        | Bezeichnung               | Beschreibung | ID       | Bild |
| ------------------------------------------- | ------------------------- | ------------ | -------- | ---- |
| Zum Duvenwinkel 52° 33′ 40″ N, 9° 29′ 17″ O | Friedhof, Zum Duvenwinkel |              | 30974525 | BW   |

Baudenkmale (Einzeln):

| Lage                                        | Bezeichnung    | Beschreibung | ID       | Bild |
| ------------------------------------------- | -------------- | ------------ | -------- | ---- |
| Zum Duvenwinkel 52° 33′ 39″ N, 9° 29′ 16″ O | Friedhof       |              | 30979993 | BW   |
| Zum Duvenwinkel 52° 33′ 38″ N, 9° 29′ 15″ O | Gerätehäuschen |              | 30980013 | BW   |

### Gruppe: Hofanlage Alt Mariensee 7, 9
Baudenkmal (Gruppe):

| Lage                                          | Bezeichnung                  | Beschreibung | ID       | Bild |
| --------------------------------------------- | ---------------------------- | ------------ | -------- | ---- |
| Alt Mariensee 7, 9 52° 33′ 39″ N, 9° 29′ 6″ O | Hofanlage Alt Mariensee 7, 9 |              | 30974172 | BW   |

Baudenkmale (Einzeln):

| Lage                                       | Bezeichnung | Beschreibung            | ID       | Bild |
| ------------------------------------------ | ----------- | ----------------------- | -------- | ---- |
| Alt Mariensee 7 52° 33′ 38″ N, 9° 29′ 6″ O | Scheune     |                         | 30980536 | BW   |
| Alt Mariensee 9 52° 33′ 38″ N, 9° 29′ 4″ O | Wohnhaus    | Amtsgebäude, ehemaliges | 30980516 | BW   |

### Gruppe: Hofanlage Alt Mariensee 21, 23
Baudenkmal (Gruppe):

| Lage                                            | Bezeichnung                   | Beschreibung | ID       | Bild |
| ----------------------------------------------- | ----------------------------- | ------------ | -------- | ---- |
| Alt Mariensee 21,23 52° 33′ 41″ N, 9° 28′ 58″ O | Hofanlage Alt Mariensee 21,23 |              | 30974182 | BW   |

Baudenkmale (Einzeln):

| Lage                                             | Bezeichnung              | Beschreibung | ID       | Bild |
| ------------------------------------------------ | ------------------------ | ------------ | -------- | ---- |
| Alt Mariensee 23/23a 52° 33′ 41″ N, 9° 28′ 57″ O | Wohn-/Wirtschaftsgebäude |              | 30980623 | BW   |
| Alt Mariensee 21 52° 33′ 41″ N, 9° 28′ 58″ O     | Altenteil                |              | 30980643 | BW   |
| Alt Mariensee 23/23a 52° 33′ 41″ N, 9° 28′ 56″ O | Wirtschaftsgebäude       |              | 30980663 | BW   |

### Gruppe: Mühle Alt Mariensee
Baudenkmal (Gruppe):

| Lage                                         | Bezeichnung         | Beschreibung | ID       | Bild |
| -------------------------------------------- | ------------------- | ------------ | -------- | ---- |
| Alt Mariensee 32 52° 33′ 41″ N, 9° 28′ 49″ O | Mühle Alt Mariensee |              | 30974193 | BW   |

Baudenkmale (Einzeln):

| Lage                                         | Bezeichnung | Beschreibung | ID       | Bild |
| -------------------------------------------- | ----------- | ------------ | -------- | ---- |
| Alt Mariensee 32 52° 33′ 41″ N, 9° 28′ 48″ O | Mühle       |              | 30980681 | BW   |
| Alt Mariensee 32 52° 33′ 40″ N, 9° 28′ 48″ O | Wohnhaus    |              | 30980701 | BW   |
| Alt Mariensee 32 52° 33′ 41″ N, 9° 28′ 47″ O | Bach        |              | 30980721 | BW   |

### Einzelbaudenkmale
| Lage                                        | Bezeichnung              | Beschreibung | ID       | Bild |
| ------------------------------------------- | ------------------------ | --- | -------- | ---- |
| Höltystraße 18 52° 32′ 55″ N, 9° 29′ 44″ O  | Stallscheune             | | 30979974 | BW   |
| Höltystraße 18 52° 33′ 11″ N, 9° 29′ 41″ O  | Stallscheune             | | 30979875 | BW   |
| Höltystraße 18 52° 33′ 14″ N, 9° 29′ 20″ O  | Stallscheune             | | 30979854 | BW   |
| Höltystraße 18 52° 32′ 58″ N, 9° 29′ 18″ O  | Stallscheune             | | 30979894 | BW   |
| Höltystraße 18 52° 32′ 50″ N, 9° 29′ 3″ O   | Stallscheune             | | 30980497 | BW   |
| Alt Mariensee 12 52° 33′ 40″ N, 9° 29′ 5″ O | Wohn-/Wirtschaftsgebäude | | 30980554 | BW   |
| Alt Mariensee 14 52° 33′ 42″ N, 9° 29′ 4″ O | Wohn-/Wirtschaftsgebäude | | 30980589 | BW   |
| Alt Mariensee 16 52° 33′ 42″ N, 9° 29′ 3″ O | Wohn-/Wirtschaftsgebäude | | 30980606 | BW   |
| Höltystraße 7 52° 33′ 34″ N, 9° 29′ 12″ O   | Pfarrhaus                | Das Haus des Pfarrgehöftes wurde im Jahre 1905 erbaut. Das Vorgängerhaus war das Geburtshaus des Dichters Ludwig Hölty, der hier am 21. Dezember 1748 geboren wurde. | 30987345 |      |
| Höltystraße 52° 33′ 33″ N, 9° 29′ 13″ O     | Gedenkstätte             | Hölty-Denkmal | 30980817 | BW   |
| Höltystraße 18 52° 33′ 34″ N, 9° 29′ 16″ O  | Verwalterhaus            | | 30979913 | BW   |
| Höltystraße 18 52° 33′ 30″ N, 9° 29′ 18″ O  | Scheune                  | | 30979952 | BW   |

## Niedernstöcken

### Gruppe: Kirchenanlage Kirchende 6, 8
Baudenkmal (Gruppe):

| Lage                                       | Bezeichnung                  | Beschreibung | ID       | Bild |
| ------------------------------------------ | ---------------------------- | ------------ | -------- | ---- |
| Kirchende 6, 8 52° 38′ 30″ N, 9° 34′ 39″ O | Kirchenanlage Kirchende 6, 8 |              | 40368529 | BW   |

Baudenkmale (Einzeln):

| Lage                                    | Bezeichnung  | Beschreibung | ID       | Bild           |
| --------------------------------------- | ------------ | --- | -------- | -------------- |
| Kirchende 6 52° 38′ 32″ N, 9° 34′ 41″ O | Küsterhaus   | | 30981323 | BW             |
| Kirchende 8 52° 38′ 31″ N, 9° 34′ 40″ O | Schule       | | 30981305 | BW             |
| Kirchende 8 52° 38′ 30″ N, 9° 34′ 41″ O | Kirche       | Das Schiff der evangelischen Kirche St. Georg wurde als klassizistische Hallenkirche 1843 von Konsistorialbaumeister Ludwig Hellner als Saalkirche in dem für ihn charakteristischen Stil erbaut. Der Kirchturm aus Raseneisenstein stammt schon von der Vorgängerkirche aus dem 13. Jahrhundert. Im Inneren befindet sich eine umlaufende Empore mit einer doppelgeschossigen Kolonade. Der Kanzelaltar ist schlicht gehalten. Die Taufe ist aus Holz im Stil des Rokokos erbaut worden. | 30981282 | Weitere Bilder |
| Kirchende 8 52° 38′ 29″ N, 9° 34′ 40″ O | Kirchhof     | | 30981351 | BW             |
| Kirchende 6 52° 38′ 32″ N, 9° 34′ 39″ O | Nebengebäude | | 30987667 | BW             |

### Gruppe: Hofanlage Kirchende 1
Baudenkmal (Gruppe):

| Lage                                    | Bezeichnung           | Beschreibung | ID       | Bild |
| --------------------------------------- | --------------------- | ------------ | -------- | ---- |
| Kirchende 1 52° 38′ 31″ N, 9° 34′ 43″ O | Hofanlage Kirchende 1 |              | 30974214 | BW   |

Baudenkmale (Einzeln):

| Lage                                    | Bezeichnung  | Beschreibung | ID       | Bild |
| --------------------------------------- | ------------ | ------------ | -------- | ---- |
| Kirchende 1 52° 38′ 32″ N, 9° 34′ 42″ O | Pfarrhaus    |              | 30981203 | BW   |
| Kirchende 1 52° 38′ 33″ N, 9° 34′ 42″ O | Wagenschauer |              | 30981230 | BW   |

### Einzelbaudenkmale
| Lage                                                   | Bezeichnung              | Beschreibung | ID       | Bild |
| ------------------------------------------------------ | ------------------------ | ------------ | -------- | ---- |
| Am Weder 9 52° 38′ 42″ N, 9° 34′ 31″ O                 | Backhaus                 |              | 30987978 | BW   |
| Am Weder 11 52° 38′ 42″ N, 9° 34′ 25″ O                | Stall                    |              | 30988000 | BW   |
| Am Weder 13 52° 38′ 43″ N, 9° 34′ 32″ O                | Wohnhaus                 |              | 30980951 | BW   |
| Am Weder 16 52° 38′ 57″ N, 9° 34′ 31″ O                | Speicher                 |              |          | BW   |
| An der Linde 3 52° 38′ 34″ N, 9° 34′ 46″ O             | Wohn-/Wirtschaftsgebäude |              | 30981008 | BW   |
| Eckernworth 4 52° 38′ 33″ N, 9° 34′ 34″ O              | Wohn-/Wirtschaftsgebäude |              | 30981025 | BW   |
| Eckernworth 11 52° 38′ 30″ N, 9° 34′ 35″ O             | Wohn-/Wirtschaftsgebäude |              | 30981042 | BW   |
| Eckernworth 11 52° 38′ 29″ N, 9° 34′ 35″ O             | Backhaus                 |              | 30981059 | BW   |
| Hammersteinstraße 3 52° 38′ 36″ N, 9° 34′ 29″ O        | Wohn-/Wirtschaftsgebäude |              | 30981076 | BW   |
| Hammersteinstraße 3 52° 38′ 36″ N, 9° 34′ 29″ O        | Brunnen                  |              | 30988040 | BW   |
| Hammersteinstraße 6 52° 38′ 35″ N, 9° 34′ 31″ O        | Wohn-/Wirtschaftsgebäude |              | 30981093 | BW   |
| Hammersteinstraße 9 52° 38′ 37″ N, 9° 34′ 33″ O        | Wohn-/Wirtschaftsgebäude |              | 30981093 | BW   |
| Hammersteinstraße 10 52° 38′ 35″ N, 9° 34′ 34″ O       | Wohn-/Wirtschaftsgebäude |              | 30981144 | BW   |
| Hammersteinstraße 16 52° 38′ 34″ N, 9° 34′ 39″ O       | Wohn-/Wirtschaftsgebäude |              | 30981186 | BW   |
| Niederstöckender Straße 7 52° 38′ 32″ N, 9° 34′ 24″ O  | Wohn-/Wirtschaftsgebäude |              | 30981386 | BW   |
| Niederstöckender Straße 22 52° 38′ 48″ N, 9° 34′ 26″ O | Wohn-/Wirtschaftsgebäude |              | 30981403 | BW   |
| Niederstöckender Straße 26 52° 38′ 51″ N, 9° 34′ 28″ O | Wohn-/Wirtschaftsgebäude |              | 30981420 | BW   |
| Niederstöckender Straße 26 52° 38′ 50″ N, 9° 34′ 27″ O | Backhaus                 |              | 30981437 | BW   |
| Niederstöckender Straße 39 52° 38′ 55″ N, 9° 34′ 24″ O | Wohn-/Wirtschaftsgebäude |              | 30981454 | BW   |

## Nöpke

### Gruppe: Hof Scheper
Baudenkmal (Gruppe):

| Lage                        | Bezeichnung                 | Beschreibung | ID       | Bild |
| --------------------------- | --------------------------- | ------------ | -------- | ---- |
| 52° 35′ 57″ N, 9° 23′ 46″ O | Hofanlagen Altes Seelenfeld |              | 30974236 | BW   |

Baudenkmale (Einzeln):

| Lage                                           | Bezeichnung              | Beschreibung | ID       | Bild |
| ---------------------------------------------- | ------------------------ | ------------ | -------- | ---- |
| Altes Seelenfeld 2 52° 35′ 56″ N, 9° 23′ 43″ O | Wohn-/Wirtschaftsgebäude |              | 30983598 |      |
| Altes Seelenfeld 2 52° 35′ 56″ N, 9° 23′ 45″ O | Stallanbau               |              | 30983618 | BW   |
| Altes Seelenfeld 2 52° 35′ 57″ N, 9° 23′ 43″ O | Scheune                  |              | 30983636 | BW   |
| Nöpker Straße 35 52° 35′ 58″ N, 9° 23′ 43″ O   | Wohn-/Wirtschaftsgebäude |              | 30983834 | BW   |
| Nöpker Straße 35 52° 35′ 58″ N, 9° 23′ 45″ O   | Scheune                  |              | 30983854 | BW   |
| Nöpker Straße 37 52° 35′ 59″ N, 9° 23′ 44″ O   | Wohn-/Wirtschaftsgebäude |              | 30983872 | BW   |
| Nöpker Straße 37 52° 35′ 59″ N, 9° 23′ 45″ O   | Stall                    |              | 30983910 | BW   |
| Nöpker Straße 37 52° 35′ 59″ N, 9° 23′ 45″ O   | Mauer                    |              | 30983929 | BW   |
| Nöpker Straße 40 52° 35′ 56″ N, 9° 23′ 46″ O   | Wohn-/Wirtschaftsgebäude |              | 30983965 |      |
| Nöpker Straße 40 52° 35′ 56″ N, 9° 23′ 48″ O   | Schmiede                 |              | 30983983 | BW   |
| Nöpker Straße 42 52° 35′ 58″ N, 9° 23′ 49″ O   | Wohn-/Wirtschaftsgebäude |              | 30984001 | BW   |
| Nöpker Straße 42 52° 35′ 57″ N, 9° 23′ 49″ O   | Altenteil                |              | 30984019 | BW   |

### Einzelbaudenkmale
| Lage                                            | Bezeichnung              | Beschreibung | ID       | Bild |
| ----------------------------------------------- | ------------------------ | ------------ | -------- | ---- |
| Altes Seelenfeld 11 52° 35′ 51″ N, 9° 23′ 31″ O | Scheune                  |              | 30983671 | BW   |
| Am Rotdorn 1 52° 35′ 53″ N, 9° 23′ 42″ O        | Schule                   |              | 30983654 |      |
| Hainebuchenweg 52° 36′ 11″ N, 9° 23′ 23″ O      | Gedenkstätte             |              | 30983748 | BW   |
| Hainebuchenweg 52° 36′ 11″ N, 9° 23′ 23″ O      | Ehrenmal                 |              | 30988617 | BW   |
| Nöpker Straße 23 52° 35′ 48″ N, 9° 23′ 49″ O    | Wohn-/Wirtschaftsgebäude |              | 30983800 | BW   |
| Nöpker Straße 30 52° 35′ 43″ N, 9° 23′ 55″ O    | Scheune                  |              | 30983817 | BW   |
| Nöpker Straße 38 52° 35′ 54″ N, 9° 23′ 47″ O    | Wegweiser                |              | 30983947 | BW   |
| Roter Weg 26 52° 35′ 48″ N, 9° 23′ 29″ O        | Wohn-/Wirtschaftsgebäude |              | 30984130 | BW   |

## Poggenhagen

### Gruppe: Gutsanlage Heinrich-Harms-Weg
Baudenkmal (Gruppe):

| Lage                                           | Bezeichnung                   | Beschreibung | ID       | Bild |
| ---------------------------------------------- | ----------------------------- | ------------ | -------- | ---- |
| Heinrich-Harms-Weg 52° 28′ 12″ N, 9° 27′ 47″ O | Gutsanlage Heinrich-Harms-Weg |              | 30974280 |      |

Baudenkmale (Einzeln):

| Lage                                       | Bezeichnung          | Beschreibung | ID       | Bild |
| ------------------------------------------ | -------------------- | ------------ | -------- | ---- |
| Gut Harms 5 52° 28′ 14″ N, 9° 27′ 46″ O    | Herrenhaus           |              | 30984272 |      |
| Gut Harms 1 52° 28′ 17″ N, 9° 27′ 42″ O    | Park                 |              | 30984374 | BW   |
| Gut Harms 3 52° 28′ 13″ N, 9° 27′ 46″ O    | Verwalterhaus        |              | 30984293 |      |
| Gut Harms 1 52° 28′ 12″ N, 9° 27′ 44″ O    | Scheune              |              | 30984313 |      |
| Gut Harms 2/2A 52° 28′ 10″ N, 9° 27′ 45″ O | Landarbeiterwohnhaus |              | 30984333 | BW   |
| Gut Harms 4 52° 28′ 10″ N, 9° 27′ 49″ O    | Stall                |              | 30987870 | BW   |
| Gut Harms 4 52° 28′ 12″ N, 9° 27′ 49″ O    | Scheune              |              | 30987816 | BW   |

### Einzelbaudenkmale
| Lage                                        | Bezeichnung | Beschreibung | ID       | Bild |
| ------------------------------------------- | ----------- | ------------ | -------- | ---- |
| Pflaumenallee 10 52° 28′ 7″ N, 9° 27′ 51″ O | Wohnhaus    |              | 30984411 | BW   |

## Schneeren

### Gruppe: Am Brinke, Eichenbrink
Baudenkmal (Gruppe):

| Lage                        | Bezeichnung            | Beschreibung | ID       | Bild |
| --------------------------- | ---------------------- | ------------ | -------- | ---- |
| 52° 31′ 56″ N, 9° 19′ 47″ O | Am Brinke, Eichenbrink |              | 40521123 | BW   |

Baudenkmale (Einzeln):

| Lage                                  | Bezeichnung | Beschreibung | ID       | Bild |
| ------------------------------------- | ----------- | ------------ | -------- | ---- |
| Am Brinke 52° 31′ 56″ N, 9° 19′ 45″ O | Baumbestand |              | 30985246 | BW   |
| Am Brinke 52° 31′ 55″ N, 9° 19′ 45″ O | Teich       |              | 30988138 | BW   |

### Gruppe: Kirchenanlage Küsterweg 3
Baudenkmal (Gruppe):

| Lage                       | Bezeichnung               | Beschreibung | ID       | Bild |
| -------------------------- | ------------------------- | ------------ | -------- | ---- |
| 52° 31′ 52″ N, 9° 20′ 2″ O | Kirchenanlage Küsterweg 3 |              | 30974321 | BW   |

Baudenkmale (Einzeln):

| Lage                                   | Bezeichnung | Beschreibung | ID       | Bild           |
| -------------------------------------- | ----------- | ------------ | -------- | -------------- |
| Küsterweg 1 52° 31′ 53″ N, 9° 20′ 3″ O | Wohnhaus    |              | 30985051 | BW             |
| Küsterweg 3 52° 31′ 52″ N, 9° 20′ 3″ O | Kirche      |              | 30985013 | Weitere Bilder |
| Küsterweg 3 52° 31′ 51″ N, 9° 20′ 2″ O | Kirchhof    |              | 30985033 | BW             |

### Gruppe: Eichenbestand mit Teichen
Baudenkmal (Gruppe):

| Lage                        | Bezeichnung               | Beschreibung | ID       | Bild |
| --------------------------- | ------------------------- | ------------ | -------- | ---- |
| 52° 32′ 10″ N, 9° 19′ 49″ O | Eichenbestand mit Teichen |              | 30974311 | BW   |

Baudenkmale (Einzeln):

| Lage                                    | Bezeichnung | Beschreibung | ID       | Bild |
| --------------------------------------- | ----------- | ------------ | -------- | ---- |
| Am Saalbrink 52° 32′ 8″ N, 9° 19′ 49″ O | Teiche      |              | 30984708 | BW   |
| 52° 32′ 11″ N, 9° 19′ 49″ O             | Baumbestand |              | 30984690 | BW   |

### Gruppe: Heuberg 14
Baudenkmal (Gruppe):

| Lage                                  | Bezeichnung | Beschreibung | ID       | Bild |
| ------------------------------------- | ----------- | ------------ | -------- | ---- |
| Heuberg 14 52° 32′ 5″ N, 9° 19′ 49″ O | Heuberg 14  |              | 30974118 | BW   |

Baudenkmale (Einzeln):

| Lage                                  | Bezeichnung              | Beschreibung | ID       | Bild |
| ------------------------------------- | ------------------------ | ------------ | -------- | ---- |
| Heuberg 14 52° 32′ 5″ N, 9° 19′ 48″ O | Wohn-/Wirtschaftsgebäude |              | 30984868 | BW   |
| Heuberg 14 52° 32′ 5″ N, 9° 19′ 49″ O | Scheune                  |              | 30984888 | BW   |
| Heuberg 14 52° 32′ 5″ N, 9° 19′ 50″ O | Brunnen                  |              | 30988022 | BW   |

### Gruppe: Heuberg 4
Baudenkmal (Gruppe):

| Lage                                 | Bezeichnung | Beschreibung | ID       | Bild |
| ------------------------------------ | ----------- | ------------ | -------- | ---- |
| Heuberg 4 52° 32′ 6″ N, 9° 19′ 56″ O | Heuberg 4   |              | 30974545 | BW   |

Baudenkmale (Einzeln):

| Lage                                 | Bezeichnung              | Beschreibung | ID       | Bild |
| ------------------------------------ | ------------------------ | ------------ | -------- | ---- |
| Heuberg 4 52° 32′ 7″ N, 9° 19′ 55″ O | Wohn-/Wirtschaftsgebäude | Haupthaus    | 30984809 | BW   |
| Heuberg 4 52° 32′ 5″ N, 9° 19′ 56″ O | Scheune                  |              | 30988076 | BW   |

### Einzelbaudenkmale
| Lage                                                         | Bezeichnung                  | Beschreibung                    | ID       | Bild |
| ------------------------------------------------------------ | ---------------------------- | ------------------------------- | -------- | ---- |
| Alter Sandberg 1 52° 31′ 53″ N, 9° 19′ 55″ O                 | Backhaus                     |                                 | 36312093 | BW   |
| Alter Sandberg 1 52° 31′ 53″ N, 9° 19′ 56″ O                 | Speicher                     |                                 | 30987940 | BW   |
| Alter Sandberg 19 52° 31′ 53″ N, 9° 19′ 40″ O                | Wohn-/Wirtschaftsgebäude     |                                 | 30984639 | BW   |
| Alter Sandberg 35 52° 31′ 49″ N, 9° 19′ 26″ O                | Wohn-/Wirtschaftsgebäude     | Haupthaus                       | 30984656 | BW   |
| Alter Sandberg 37 52° 31′ 48″ N, 9° 19′ 24″ O                | Wohn-/Wirtschaftsgebäude     | Haupthaus                       | 30984996 | BW   |
| Am Saalbrink 2 52° 32′ 8″ N, 9° 19′ 51″ O                    | Altenteil                    |                                 | 30984673 | BW   |
| Bolsehler Straße 5 52° 32′ 2″ N, 9° 19′ 52″ O                | Wohn-/Wirtschaftsgebäude     |                                 | 30984758 | BW   |
| Eismanns Berg 2 52° 32′ 2″ N, 9° 19′ 44″ O                   | Altenteil                    |                                 | 30984775 | BW   |
| Eismanns Berg 9 52° 32′ 2″ N, 9° 19′ 41″ O                   | Wohn-/Wirtschaftsgebäude     |                                 | 30984792 | BW   |
| Heuberg 3 52° 32′ 3″ N, 9° 19′ 55″ O                         | Scheune                      |                                 | 39847669 | BW   |
| Heuberg 5 52° 32′ 3″ N, 9° 19′ 53″ O                         | Scheune                      |                                 | 30984834 | BW   |
| Heuberg 6 52° 32′ 6″ N, 9° 19′ 55″ O                         | Wohn-/Wirtschaftsgebäude     |                                 | 30984851 | BW   |
| Heuberg 16 52° 32′ 6″ N, 9° 19′ 47″ O                        | Scheune                      | Querdurchfahrtscheune           | 30984908 | BW   |
| Hinter der Kirche 2 52° 31′ 53″ N, 9° 19′ 59″ O              | Altenteil                    |                                 | 30985178 | BW   |
| Hinter der Kirche 8 52° 31′ 49″ N, 9° 20′ 1″ O               | Wohn-/Wirtschaftsgebäude     |                                 | 30984928 | BW   |
| Hinter der Kirche 14 52° 31′ 47″ N, 9° 19′ 59″ O             | Wohn-/Wirtschaftsgebäude     |                                 | 30984945 | BW   |
| Hinter der Kirche 16 52° 31′ 46″ N, 9° 19′ 58″ O             | Altenteil                    |                                 | 30984962 | BW   |
| Hühnerbusch 14 52° 31′ 45″ N, 9° 20′ 15″ O                   | Forsthaus                    |                                 | 30984979 | BW   |
| Meßtor 1 52° 32′ 2″ N, 9° 20′ 5″ O                           | Wohn-/Wirtschaftsgebäude     |                                 | 30985076 | BW   |
| Neuer Sandberg 52° 31′ 57″ N, 9° 19′ 33″ O                   | Gedenkstätte                 | Kriegerdenkmal 1914/18, 1939/45 | 30985093 | BW   |
| Rötzberg 15 52° 32′ 13″ N, 9° 20′ 1″ O                       | Wohn-/Wirtschaftsgebäude     |                                 | 30985110 | BW   |
| Schneerener Weg 8 52° 31′ 58″ N, 9° 19′ 57″ O                | Wohn-/Wirtschaftsgebäude     |                                 | 30985127 | BW   |
| Schneerener Weg 21 52° 31′ 59″ N, 9° 19′ 59″ O               | Wohnhaus                     |                                 | 30985144 | BW   |
| Tenor 5 52° 31′ 56″ N, 9° 20′ 5″ O                           | Wohn-/Wirtschaftsgebäude     |                                 | 30987612 | BW   |
| Tenor 8 52° 31′ 54″ N, 9° 20′ 6″ O                           | Wohn-/Wirtschaftsgebäude     |                                 | 30985161 | BW   |
| Unter dem Mühlenberg 1 52° 31′ 34″ N, 9° 19′ 32″ O           | Mühle                        |                                 | 30985195 |      |
| Waldstraße 4a 52° 31′ 57″ N, 9° 19′ 40″ O                    | Scheune                      |                                 | 30985229 | BW   |
| Zum Eichenbrink 52° 32′ 0″ N, 9° 19′ 57″ O                   | Gedenkstätte                 |                                 | 30985263 | BW   |
| Zum Eichenbrink 52° 32′ 0″ N, 9° 19′ 57″ O                   | Baumbestand                  |                                 | 30988679 | BW   |
| Zum Eichenbring 4 52° 32′ 1″ N, 9° 19′ 57″ O                 | Wohn-/Wirtschaftsgebäude     |                                 | 30987000 | BW   |
| Zum Eichenbring 4 52° 32′ 1″ N, 9° 19′ 58″ O                 | Speicher                     |                                 | 30985298 | BW   |
| B 6, km 35,620, Schneerener Krug 52° 33′ 18″ N, 9° 20′ 28″ O | Brücke                       |                                 | 31046471 | BW   |
| B 6, Schneerener Krug 52° 33′ 16″ N, 9° 20′ 32″ O            | Grenzstein                   |                                 | 30987153 | BW   |
| B 6, km 33,297 52° 32′ 38″ N, 9° 22′ 13″ O                   | Brücke mit Wasserlauf/Graben |                                 | 30976820 | BW   |

## Stöckendrebber

### Gruppe: (ohne Namen)
Baudenkmal (Gruppe):

| Lage                                       | Bezeichnung  | Beschreibung | ID       | Bild |
| ------------------------------------------ | ------------ | ------------ | -------- | ---- |
| Auf dem Damm 2 52° 39′ 53″ N, 9° 34′ 29″ O | (ohne Namen) |              | 39325104 | BW   |

Baudenkmale (Einzeln):

| Lage                                       | Bezeichnung              | Beschreibung | ID       | Bild |
| ------------------------------------------ | ------------------------ | ------------ | -------- | ---- |
| Auf dem Damm 2 52° 39′ 53″ N, 9° 34′ 29″ O | Wohn-/Wirtschaftsgebäude |              | 30985315 | BW   |
| Auf dem Damm 2 52° 39′ 54″ N, 9° 34′ 30″ O | Speicher                 |              | 30985475 | BW   |

### Einzelbaudenkmale
| Lage                                                 | Bezeichnung              | Beschreibung | ID       | Bild |
| ---------------------------------------------------- | ------------------------ | ------------ | -------- | ---- |
| Hirtenweg 1 52° 40′ 2″ N, 9° 34′ 37″ O               | Wohn-/Wirtschaftsgebäude |              | 30985354 | BW   |
| Hirtenweg 1 52° 40′ 2″ N, 9° 34′ 39″ O               | Backhaus                 |              | 30985371 | BW   |
| Hofweg 2 52° 39′ 59″ N, 9° 34′ 39″ O                 | Scheune                  |              | 30985388 | BW   |
| Junkernstraße 3 52° 39′ 51″ N, 9° 34′ 36″ O          | Wohn-/Wirtschaftsgebäude |              | 30985423 | BW   |
| Junkernstraße 3 52° 39′ 52″ N, 9° 34′ 36″ O          | Anbau                    |              | 30988523 | BW   |
| Löxter Straße 1 52° 40′ 0″ N, 9° 34′ 19″ O           | Speicher                 |              | 30985458 | BW   |
| Löxter Straße 5 52° 40′ 0″ N, 9° 34′ 16″ O           | Scheune                  |              | 30985441 | BW   |
| Stöckendrebber Straße 4 52° 39′ 47″ N, 9° 34′ 28″ O  | Scheune                  |              | 30985492 | BW   |
| Stöckendrebber Straße 4 52° 39′ 47″ N, 9° 34′ 27″ O  | Stall                    |              | 30985509 | BW   |
| Stöckendrebber Straße 6 52° 39′ 47″ N, 9° 34′ 26″ O  | Scheune                  |              | 30985405 | BW   |
| Stöckendrebber Straße 18 52° 39′ 57″ N, 9° 34′ 25″ O | Wohn-/Wirtschaftsgebäude |              | 30985526 | BW   |
| Stöckendrebber Straße 24 52° 40′ 1″ N, 9° 34′ 22″ O  | Scheune                  |              | 30985548 | BW   |
| Stöckendrebber Straße 28 52° 40′ 4″ N, 9° 34′ 23″ O  | Speicher                 |              | 30985565 | BW   |
| Stöckendrebber Straße 31 52° 39′ 59″ N, 9° 34′ 20″ O | Scheune                  |              | 30985582 | BW   |
| Zum Barge 4 52° 39′ 45″ N, 9° 34′ 32″ O              | Wagenschauer             |              | 30985616 | BW   |
| Zum Barge 4 52° 39′ 44″ N, 9° 34′ 32″ O              | Scheune                  |              | 30985599 | BW   |
| Zum Osthorn 8 52° 40′ 2″ N, 9° 34′ 32″ O             | Wohn-/Wirtschaftsgebäude |              | 30985633 | BW   |

## Welze

### Einzelbaudenkmale
| Lage                                            | Bezeichnung              | Beschreibung | ID       | Bild |
| ----------------------------------------------- | ------------------------ | ------------ | -------- | ---- |
| Notbrunnenstraße 52° 35′ 8″ N, 9° 32′ 25″ O     | Gedenkstätte             |              | 30986498 | BW   |
| Notbrunnenstraße 4 52° 35′ 9″ N, 9° 32′ 14″ O   | Wohn-/Wirtschaftsgebäude |              | 30986515 | BW   |
| Notbrunnenstraße 10a 52° 35′ 8″ N, 9° 32′ 17″ O | Wagenschauer             |              | 30986549 | BW   |
| Notbrunnenstraße 10a 52° 35′ 7″ N, 9° 32′ 16″ O | Wohn-/Wirtschaftsgebäude |              | 30986532 | BW   |
| Schaulpadd 1 52° 35′ 10″ N, 9° 32′ 20″ O        | Wohn-/Wirtschaftsgebäude | Haupthaus    | 30986566 | BW   |

## Wulfelade

### Gruppe: Hofanlage Moritzgraben  20A und 22
Baudenkmal (Gruppe):

| Lage                        | Bezeichnung                       | Beschreibung | ID       | Bild |
| --------------------------- | --------------------------------- | ------------ | -------- | ---- |
| 52° 34′ 10″ N, 9° 30′ 11″ O | Hofanlage Moritzgraben 20A und 22 |              | 30974382 | BW   |

Baudenkmale (Einzeln):

| Lage                                         | Bezeichnung              | Beschreibung               | ID       | Bild |
| -------------------------------------------- | ------------------------ | -------------------------- | -------- | ---- |
| Moritzgraben 20a 52° 34′ 10″ N, 9° 30′ 10″ O | Wohn-/Wirtschaftsgebäude |                            | 30986633 | BW   |
| Moritzgraben 20a 52° 34′ 11″ N, 9° 30′ 11″ O | Scheune                  |                            | 30986653 | BW   |
| Moritzgraben 22 52° 34′ 10″ N, 9° 30′ 12″ O  | Wohn-/Wirtschaftsgebäude | Sogenanntes altes Fährhaus | 30986730 | BW   |

### Einzelbaudenkmale
| Lage                                       | Bezeichnung              | Beschreibung | ID       | Bild |
| ------------------------------------------ | ------------------------ | ------------ | -------- | ---- |
| Amboßweg 5 52° 34′ 15″ N, 9° 30′ 2″ O      | Scheune                  |              | 30986583 | BW   |
| Moritzgraben 2 52° 34′ 13″ N, 9° 29′ 53″ O | Wohn-/Wirtschaftsgebäude |              | 30986600 | BW   |
| Moritzgraben 2 52° 34′ 13″ N, 9° 29′ 54″ O | Stallanbau               |              | 30986617 | BW   |
| Zum Ackern 3 52° 34′ 33″ N, 9° 29′ 56″ O   | Wohn-/Wirtschaftsgebäude |              | 30986751 | BW   |